# پیکی ماچای (کوسکو)
پیکی ماچای (به اسپانیایی: Piqui Machay) یک کوه در پرو است که در Peru, Cusco Region, Quispicanchi Province واقع شده‌است. پیکی ماچای ۴٬۸۰۰ متر بالاتر از سطح دریا واقع شده‌است.